# Печиште
Печиште (рум. Peciște) — село у Резинському районі Молдови. Утворює окрему комуну.

## Населення
За даними перепису населення 2004 року у селі проживали 1914 осіб.
Національний склад населення села:
| Національність       | Кількість осіб | Відсоток   |
| -------------------- | -------------- | ---------- |
| молдавани румуни     | 1884 21        | 98,4% 1,1% |
| українці             | 5              | 0,3%       |
| росіяни              | 1              | 0,1%       |
| гагаузи              | 1              | 0,1%       |
| інша / без відповіді | 2              | 0,1%       |
| Всього               | 1914           | 100%       |